# Jörn Rausing
Jörn Anders Ola Rausing, född 12 februari 1960 i Lund, Skåne, är en svensk affärsman och miljardär. Tillsammans med sina syskon äger han familjeföretaget Tetra Laval.

## Bakgrund
Rausing växte upp i Lund och är son till Gad Rausing och Birgit Rausing, ogift Mayne, bror till affärsmännen Kirsten Rausing och Finn Rausing samt sonson till Tetra Paks grundare Ruben Rausing och dotterson till konstnären Henry Mayne.
När Jörn Rausing var barn under 1960-talet var familjens förmögenhet ännu inte så omfattande, men under 1970-talet skulle affärerna komma att blomstra ordentligt.

## Yrkesverksamhet
Jörn Rausing flyttade utomlands 1985 och är sedan 1991 ansvarig för fusioner och uppköp inom koncernen. År 1991 köptes Alfa Laval upp och 1993 ändrades koncernnamnet till Tetra Laval. 
1995 köpte Rausing och hans syskon farbroderns andel av familjebolaget Tetra Laval som är registrerat i Schweiz med ägande i olika stiftelser.
Vid faderns död år 2000 ärvde de tre syskonen andra halvan av koncernen och kontrollerar därmed hela verksamheten. Omsättningen i koncernen har fördubblats sedan de tog över ägandet.
Jörn Rausing sitter i Alfa Lavals styrelse och investerar liksom syskonen även i andra bolag. Bland annat satsade han 15 miljoner pund (motsvarande cirka 155 miljoner kronor till dagens växelkurs) i brittiska webbutiken Ocado som säljer livsmedel. Han är också ledamot i bolagets styrelse. Jörn Rausing rankades som sexa när Veckans Affärer listade Sveriges miljardärer 2012.